# Bergischer Weg
Der Bergische Weg ist ein Fernwanderweg von Essen durch den Westen des Bergischen Landes nach Königswinter.
Der Weg wurde 1935 vom Sauerländischen Gebirgsverein (SGV) geschaffen und erstmals auf einer Länge von 137 Kilometern durchgängig mit Wegzeichen markiert. Im Jahr 2012 wechselte die Trägerschaft zur Naturarena Bergisches Land, die entschied, die alte Streckenführung zu überarbeiten, um eine stärkere touristische Nutzung zu erzielen. Wegführung und Vermarktungskonzept wurden daher grundlegend modifiziert. Der SGV ist aber weiterhin Markierungsbeauftragter des Wegs.
Im August 2024 wurde der Wanderweg vom wandermagazin zum schönsten Wanderweg Deutschlands (Mehrtagestouren, 1. Platz) gekürt. Er gehört zudem mit über 35 % naturnahen Wegen, großer landschaftlicher Abwechslung, attraktiver Natur und vielen punktuellen Besonderheiten zu den „Qualitätswegen“ des Deutschen Wanderverbandes.

## Alte Streckenführung
Die alte Streckenführung führte von Essen-Rüttenscheid über Velbert, Neviges, Varresbeck, Hohkeppel und Marialinden  nach Uckerath. Der Wanderweg erstreckte sich mitten durch das Bergische Land von der Ruhr zum Siebengebirge und berührte dabei die Müngstener Brücke, Schloss Burg und Schloss Ehreshoven. Der Wanderweg fiel in die Kategorie der Hauptwanderstrecken des SGV und besaß, wie alle anderen Hauptwanderstrecken, als Wegzeichen das weiße Andreaskreuz, an Kreuzungspunkten um die Zahl 29 erweitert.

## Neue Streckenführung

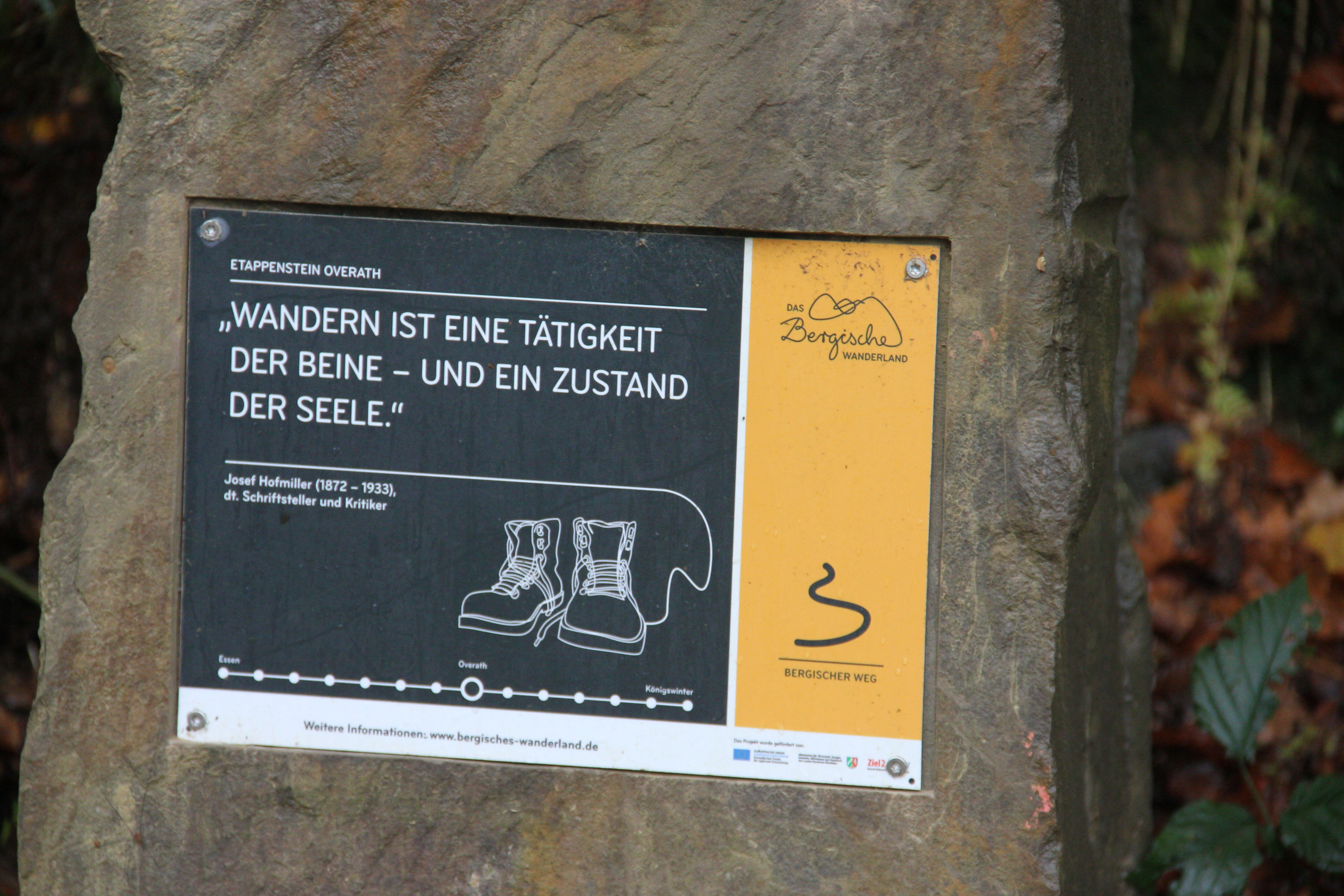
Etappenstein Overath vom Bergischen Weg

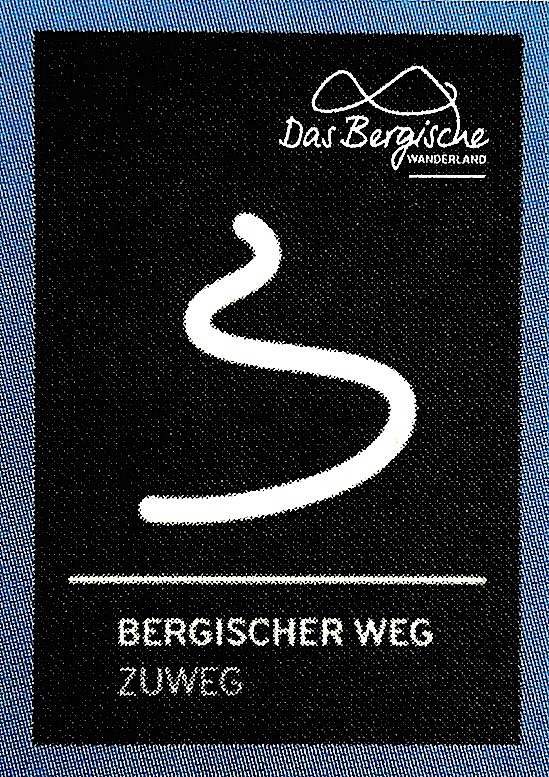
Zuweg

Unter der Dachmarke Das Bergische Wanderland erfolgte die Wiedereröffnung des Bergischen Wegs im September 2013. Neben einer größtenteils im Detail veränderten und deutlich längeren Streckenführung auf rund 260 km wurde der Endpunkt nun nach Königswinter verlegt und ein neues Wegzeichen in Form eines Logos definiert.
Die neue Streckenführung ist beim Deutschen Wanderverband als langer Qualitätsweg zertifiziert in der Kategorie schwer und besteht aus 14 Etappen.
Der kommerzielle GPS-Wanderatlas klassifiziert den Fernwanderweg als mittel und empfiehlt eine andere Einteilung in zwölf Tagesetappen:
- Etappe 1 vom Baldeneysee zum Schloss Hardenberg
Ziele am Weg: Neue Isenburg – Jagdhaus Schellenberg – Korte-Klippe – Baldeneysee – Förderturm der Zeche Carl Funke – Natur- und Vogelschutzgebiet Heisinger Bogen – Langenhorster Wald – Schloss Hardenberg
- Etappe 2 von Schloss Hardenberg nach Haan-Gruiten
Ziele am Weg: Schloss Hardenberg in Neviges – Oberdüssel – Haus Düssel – katholische Pfarrkirche St. Maximin (12. Jahrhundert) – Rittergut Schöller – evangelische Pfarrkirche Schöller (12. Jahrhundert) – Waldgebiet Osterholz – Naturschutzgebiet Grube 7 – alter Kirchturm in Gruiten (11. Jahrhundert)
- Etappe 3 von Haan-Gruiten nach Wuppertal-Cronenberg
Ziele am Weg: Haus am Quall (14. Jahrhundert) – Korkenziehertrasse – Marktplatz Gräfrath – katholische Pfarrkirche St. Mariä Himmelfahrt (12. Jahrhundert) – Deutsches Klingenmuseum – Tierpark Fauna – Gräfrather Lichtturm – Klosterbusch – Friedrichshammer – Cronenberg
- Etappe 4 von Wuppertal-Cronenberg zur Diepentalsperre
Ziele am Weg: Cronenberg – Morsbach (Wupper) – Müngstener Brücke – Wiesenkotten – Schloss Burg – Sengbachtalsperre – Rüdenstein – Diepentaler Talsperre
- Etappe 5 von der Diepentalsperre nach Odenthal-Scheuren
Ziele am Weg: Diepentaler Talsperre – Lambertsmühle – Haus Landscheid – Eifgenbachtal – Deutscher Märchenwald – Altenberger Dom (13. Jahrhundert mit dem bekannten Westfenster) – Pfengstbachtal – Scheuren
- Etappe 6 von Scheuren nach Moitzfeld (Bergisch Gladbach)
Ziele am Weg: Scherfbachtal – Strundetal – Malteser Komturei – Burg Zweiffel – Waldgebiet Hardt – Schloss Lerbach – Naturschutzgebiet Grube Cox – Schloss Bensberg – Milchborntalweiher – Moitzfeld
- Etappe 7 von Moitzfeld nach Rösrath-Hoffnungsthal
Ziele am Weg: Moitzfeld – Naturschutzgebiet Königsforst (die grüne Lunge von Köln) – Kettners Weiher – Monte Troodelöh (118 m) – Hoffnungsthaler Hammer – Villa Reusch
- Etappe 8 von Rösrath-Hoffnungsthal nach Overath-Falkemich
Ziele am Weg: Bergbaugebiet am Lüderich (260 m) – Burg Honrath – evangelische Kirche Honrath (12./13. Jahrhundert) – Schloss Auel – Naafbachtal – Falkemich
- Etappe 9 von Overath-Falkemich nach Neunkirchen
Ziele am Weg: Fatimakapelle Much – katholische Pfarrkirche St. Martinus (12. Jahrhundert) – Herrenteich – St. Johann Baptist Kapelle (12. Jahrhundert) – Wahnbachtal – Neunkirchen
- Etappe 10 von Neunkirchen zur Wahnbachtalsperre
Ziele am Weg: Neunkirchen – Münchenberg (172 m) – Steimelskopf (198 m) – Happerschoß – Wahnbachtalsperre
- Etappe 11 von der Wahnbachtalsperre nach Hennef-Uckerath
Ziele am Weg: Wahnbachtalsperre – Kloster Seligenthal (erstes Franziskanerkloster nördlich der Alpen) – Rochuskapelle – Muschmühle – Stachelberg (210 m) – Siegschleife bei Auel – mittelalterliche Stadt Blankenberg – Burg Blankenberg – Ahrenbachtal – Uckerath
- Etappe 12 von Uckerath auf den Drachenfels
Ziele am Weg: Katholische Pfarrkirche St. Johannes der Täufer – Oberhau – Siebengebirge – Löwenburg (455 m) mit Burgruine – Waldfriedhof von Rhöndorf (Grab von Konrad Adenauer) – Drachenfels (321 m) mit Burgruine und Schloss Drachenburg

## Anschlusswege
Unter der Dachmarke Das Bergische Wanderland wurden entlang des Fernwanderweges Bergischer Weg zahlreiche ergänzende Rundwege eingerichtet:
- Bergischer Panoramasteig (244 km): Im Bereich Altenberg und Much gibt es jeweils einen Verbindungsweg.[5]
- Bergische Streifzüge, von den insgesamt 25 Tagesrundwege liegen vier an der Strecke bzw. vier am ausgezeichneten Zuweg.[5]

Zertifizierte Wanderwege müssen eine Vernetzung mit anderen Wanderwegen aufweisen; bemerkenswerte:
- Zwischen Velbert-Neviges und Haan verläuft der Bergische Weg parallel mit dem ebenfalls neuen Neanderlandsteig.
- Im Bereich Hennef verläuft der Weg parallel zum Natursteig Sieg und im Bereich Bad Honnef mit dem Rheinsteig.